# Wyjście z cienia
Wyjście z cienia – powieść Janusza Zajdla z nurtu fantastyki socjologicznej. Wydana po raz pierwszy przez wydawnictwo Czytelnik w 1983 r. w serii „Z kosmonautą”. Opisuje historię okupacji Ziemi przez przybyszy z kosmosu, co jest aluzją do komunistycznych reżimów totalitarnych. Jest to również wizja totalitarnej antyutopii.
We wstępie do swej powieści Zajdel dziękuje Julii Nideckiej – opowiadanie tej autorki, Solidarność, zawiera pomysł, twórczo rozwinięty  w Wyjściu z cienia.

## Opis fabuły
Bohaterem powieści jest chłopak, Tim, wkraczający w życie, krok po kroku poznający otaczającą go rzeczywistość. Dzięki takiemu zabiegowi czytelnik może podążać za nim, odkrywać funkcjonowanie świata powieści.  W świecie tym kosmici, zwani Proksami, od 80 lat są na Ziemi, oficjalnie jako jej obrońcy przed napastnikami – Elgomajami. Przybyli Ziemianom z odsieczą i pozostali na niej, jako goście i przyjaciele, pomagający ludziom w rozwoju. W toku powieści bohater dociera do prawdy na temat Proksów.
Pod pozorem wprowadzenia racjonalnego gospodarowania, wyrównywania różnic cywilizacyjnych oraz napięć politycznych pomiędzy obszarami Ziemi, Proksowie dzielą planetę na tzw. kwadraty, wyznaczone według siatki geograficznej. W poszczególnych kwadratach znajdują się obywatele nawet kilku dotychczasowych państw, a ich współżycie umożliwia wprowadzenie uniwersalnego języka. W rzeczywistości nowy podział ma ułatwić kontrolowanie Ziemian, praktycznie likwidując komunikację pomiędzy nimi. Na granicach kwadratów Proksowie wystawiają laserowe wieżyczki, które strzelają do każdego obiektu próbującego przekroczyć linię podziału, co prowadzi do zagłady m.in. ptaków.
Kosmici - będący oczywistą aluzją do obecności i roli Rosjan w PRL - cofają cywilizację ludzką o wiele dekad m.in. likwidując transport lotniczy i pisząc na nowo historię. Trwa okupacja i wyzysk ekonomiczny Ziemi, bo kosmitom bardzo smakuje ziemska żywność m.in. grzyby i miód. Co gorsza, wielu Ziemian jest gotowych do kolaboracji i współpracuje z Proksami dla własnej korzyści, czasem uprzedzając ich życzenia. Wiąże się z tym m.in. tabuizacja pewnych kształtów, które kojarzą się ze statkami obcych. Np. ludzie przestają spożywać jaja i grać w rugby, bo przypominają tzw. kapsy (skafandry Proksów), a także palić cygara, bo te są podobne do tzw. toranów (dużych statków kosmicznych).  
Najbardziej zaskakującym efektem tej polityki jest wykreślanie z podręczników mrówek. Oficjalna propaganda głosi, że one nie istnieją, a kosmici rozpylają nad lasami środki owadobójcze, by zabijać te owady. 
Przeciwko okupantom działa ruch oporu, w który angażuje się bohater. W jednej z akcji Tim odkrywa, iż kabel, który nocą łączy skafandry Proksów z większymi jednostkami (tzw. pulwami) to światłowód. Wiążąc ten fakt z obniżoną nocną aktywnością Proksów bohaterowie stawiają tezę, iż są oni zależni od stałego źródła światła, co prowadzi do wniosku, iż ich planeta nieustannie jest zwrócona jedną stroną ku macierzystej gwieździe.
Przełomowym momentem powieści jest zaćmienie Słońca, które zabija wielu Proksów, bo obcy po prostu nie przewidzieli tego zjawiska. Jeden z bohaterów wykorzystuje ten fakt, by przekraść się do kwadratu, w którym mieści się kosmodrom i pobrać próbkę poszycia rakiety Proksów. Jej analiza potwierdza, iż ma ona taki sam skład, jak rzekome pociski Elgomajów, którzy 80 lat wcześniej zaatakowali Ziemię. W ten sposób ludzie dochodzą do wniosku, iż padli ofiarą oszustwa. 

## Odbiór
Książkę zrecenzował Andrzej Niewiadowski dla "Fantastyki" (3/84, s. 57).